# 동대역
동대역(東坮驛)은 조선민주주의인민공화국 함경남도 단천시 동대동에 있는 허천선의 철도역이다. 기점인 단천청년역에서 7.0km 떨어진 곳에 있다. 승강장은 1면 2선으로 되어 있다.